# مایکل بیرن
مایکل بایرنه (انگلیسی: Michael Byrne (actor)؛ زادهٔ ۷ نوامبر ۱۹۴۳) یک هنرپیشه اهل بریتانیا است. وی از سال ۱۹۶۲ میلادی تاکنون مشغول فعالیت بوده‌است.
از فیلم‌ها یا برنامه‌های تلویزیونی که وی در آن نقش داشته است، می‌توان به سرخ و سیاه، قدیس ، هری پاتر و یادگاران مرگ - قسمت اول، شجاع‌دل، ایندیانا جونز و آخرین جنگ صلیبی، تفنگدار، نیروی ۱۰ از ناوارون، دلیل زندگی، شارپ، وکلای مدافع، پدر خوب، فتنه، قهرمانان، هنری هشتم و پلی در دوردست اشاره کرد.